# Eugen Fraenkel
Eugen Fraenkel (ur. 28 września 1853 w Prudniku, zm. 20 grudnia 1925 w Hamburgu) – niemiecki lekarz patolog i bakteriolog. Pracując w Eppendorfer Krankenhaus, odkrył pałeczki wywołujące zgorzel gazową (Clostridium perfringens, dawniej nazywane Bacillus Fraenkeli).

## Życiorys
Eugen Fraenkel pochodził z rodziny żydowskiej. Jego ojcem był doktor medycyny Wolff Wilhelm Fraenkel (1826–1901), a matką Johanna Haase (1833–1908). W 1880 poślubił Marie Deutsch (1861–1944). Marie była córką Marcusa Deutscha i Cäcilie Fränkel (córka Samuela Fränkla). Mieli troje dzieci: Maxa (1882–1938), Hansa (1888–1971) i Margarete (1884–1944). Po zawarciu małżeństwa przeprowadzili się do Hamburga i przeszli na protestantyzm.
W 1892 Eugen Fraenkel jako pierwszy wykrył przyczynę szerzącej się w Hamburgu cholery. W tym samym roku we współpracy z Williamem Welchem odkrył laseczkę zgorzeli gazowej, zwanej również bakterią Welcha-Fraenkla.
Podczas I wojny światowej służył jako lekarz frontowy w Armii Cesarstwa Niemieckiego.
Marie zginęła w obozie koncentracyjnym Theresienstadt. Max, lekarz w Hamburgu, popełnił samobójstwo pod presją antysemickich szykan. Hans pracował jako ekonomista i publicysta w Szwajcarii; jego potomkowie mieszkają w Szwajcarii i we Włoszech. Margarete (po mężu Kuttner) przeniosła się do Berlina; zginęła w komorze gazowej w Auschwitz-Birkenau w listopadzie 1944 roku.

## Wybrane prace
- Mikrophotographischer Atlas zum Studium der pathologischen Mykologie des Menschen, Graefe u. Sillem, Hamburg u. Leipzig 1901
- Zur Klinik der puer-peralen Gasbacilleninfektion. Virchows Arch. Bd. 246 (1923)
- Bakteriologie am Sektionstisch. Münch. Med. Wschr (1924)